# Lacinipolia gnata
Lacinipolia gnata är en fjärilsart som beskrevs av Augustus Radcliffe Grote 1881. Lacinipolia gnata ingår i släktet Lacinipolia och familjen nattflyn. Inga underarter finns listade i Catalogue of Life.